# Abraham-Lincoln-Straße (Weimar)

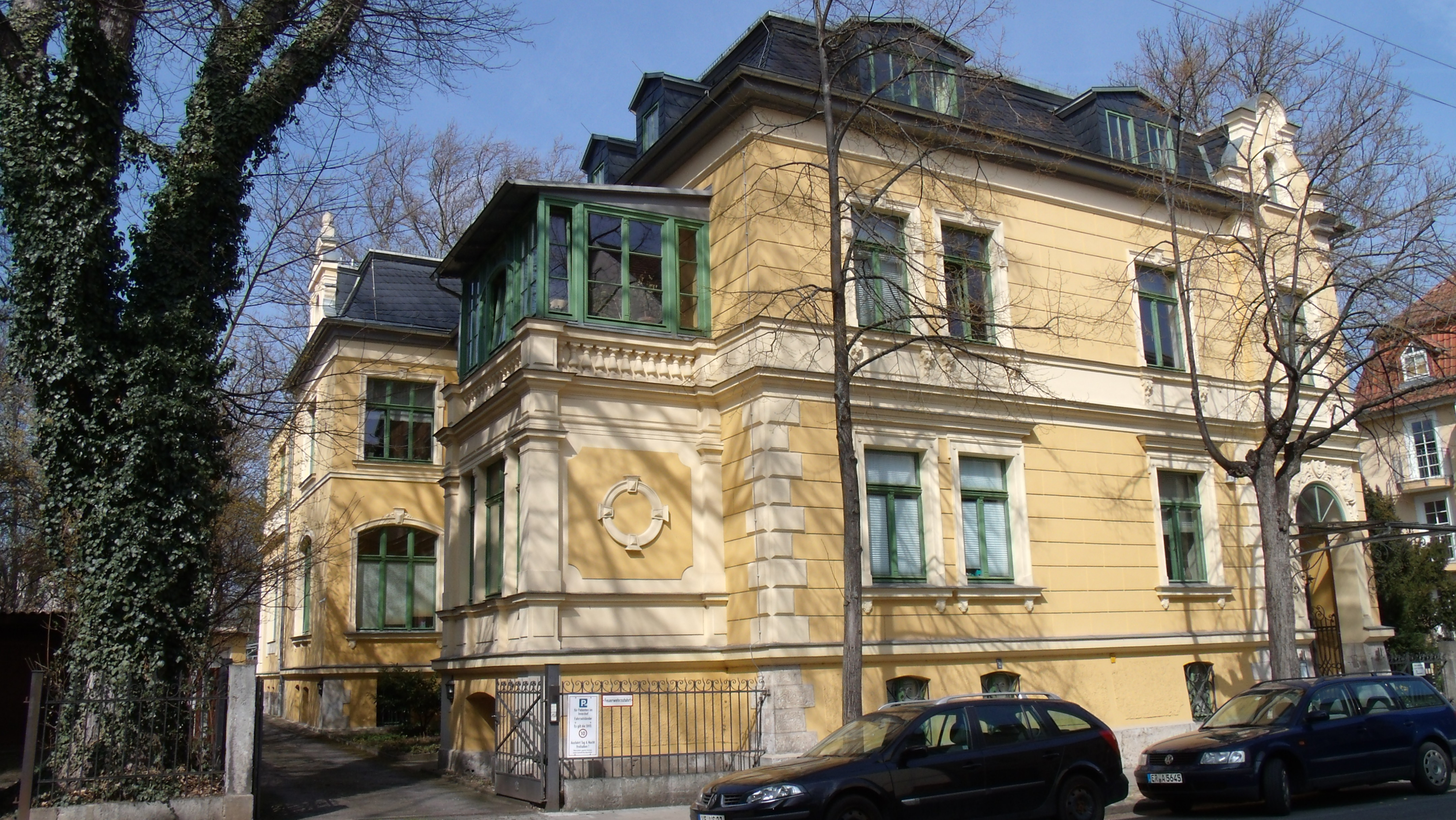
Abraham-Lincoln-Straße 4 (2015)

Die nach dem amerikanischen Präsidenten Abraham Lincoln benannte Abraham-Lincoln-Straße ist eine Anliegerstraße in der Weimar Westvorstadt. Sie beginnt am August-Frölich-Platz und endet in westlicher Richtung im Bereich der Leonhard-Frank-Straße. Sie hieß einmal von 1892 bis 1933 Gartenstraße. 1933 bis 1945 wurde sie nach Adolf Bartels in Adolf-Bartels-Straße umbenannt. und am 4. Mai 1945 bekam sie ihren jetzigen Namen.
Die Straße steht auf der Liste der Kulturdenkmale in Weimar (Sachgesamtheiten und Ensembles) mit den Nummern 1–31. Einige Häuser stehen zudem auf der Liste der Kulturdenkmale in Weimar (Einzeldenkmale). Darunter fallen die Abraham-Lincoln-Straße 2, welche von Rudolf Zapfe entworfen wurde, aus dem Jahre 1890 und das Haus für die einstige Versicherungsgesellschaft „Union“ nach dem Entwurf von Otto Minkert Nr. 1 aus dem Jahre 1893. Zu den abgegangenen Brunnen in Weimar zählt auch der Vasenbrunnen. In der Gedenktafelliste ist für die Abraham-Lincoln-Straße die Künstlerin Angela Hausheer aufgeführt. In der Abraham-Lincoln-Straße 37 wohnte auch Reichsjugendführer Baldur von Schirach, dessen Vater Carl Norris von Schirach Generalintendant des Weimarer Hoftheaters war, heute ist dort ein SOS-Kinderdorf. Im Haus Abraham-Lincoln-Straße 23 wohnte der großherzoglich-sächsische Kammersänger Heinrich Zeller.